# 열녀문 (드라마)
《열녀문》(烈女門)은 1982년 6월 12일에 방영된 KBS TV 문학관이다. 소설가 황순원의 단편소설 《과부》가 원작이다. 김강윤이 각색을 맡았고 장형일이 연출하였으며 윤미라, 한은진, 주현이 출연하였다. 이 중 한은진은 신상옥 감독의 영화 《열녀문》에도 출연한 적이 있다.

## 줄거리
김진사 댁의 며느리는 남편을 여의고 과부가 되어서 수절을 하고 지내고 있었다. 엄격한 전통적인 가치를 고수하는 집 안에서 그녀는 연애나 재혼을 할 수 없는 어려운 처지에 놓이면서 관대한 시아버지와 엄격한 시할머니의 명령과 지시 속에 그렇게 살아가게 된다.
그러던 중 김진사 댁에 힘센 머슴이 들어오게 되었는데 그는 과부가 된 김진사 댁 며느리에게 호감을 가지게 되었고 그녀 역시 머슴에게 사랑을 품게되면서 결국 두 사람은 서로 신분을 넘으면서 전통의 가치를 어기는 사랑을 하게 되는데....

## 출연
- 윤미라 : 며느리
- 한은진 : 할머니
- 주현 : 머슴
- 김동훈 : 김진사
- 양영준 : 김사면
- 강민호
- 김하림
- 장학수
- 최창호
- 박정웅
- 박태서
- 주덕호
- 이구순
- 장희진
- 방숙례
- 신소영

## 같이 보기
- 황순원